# Nansen (cráter marciano)

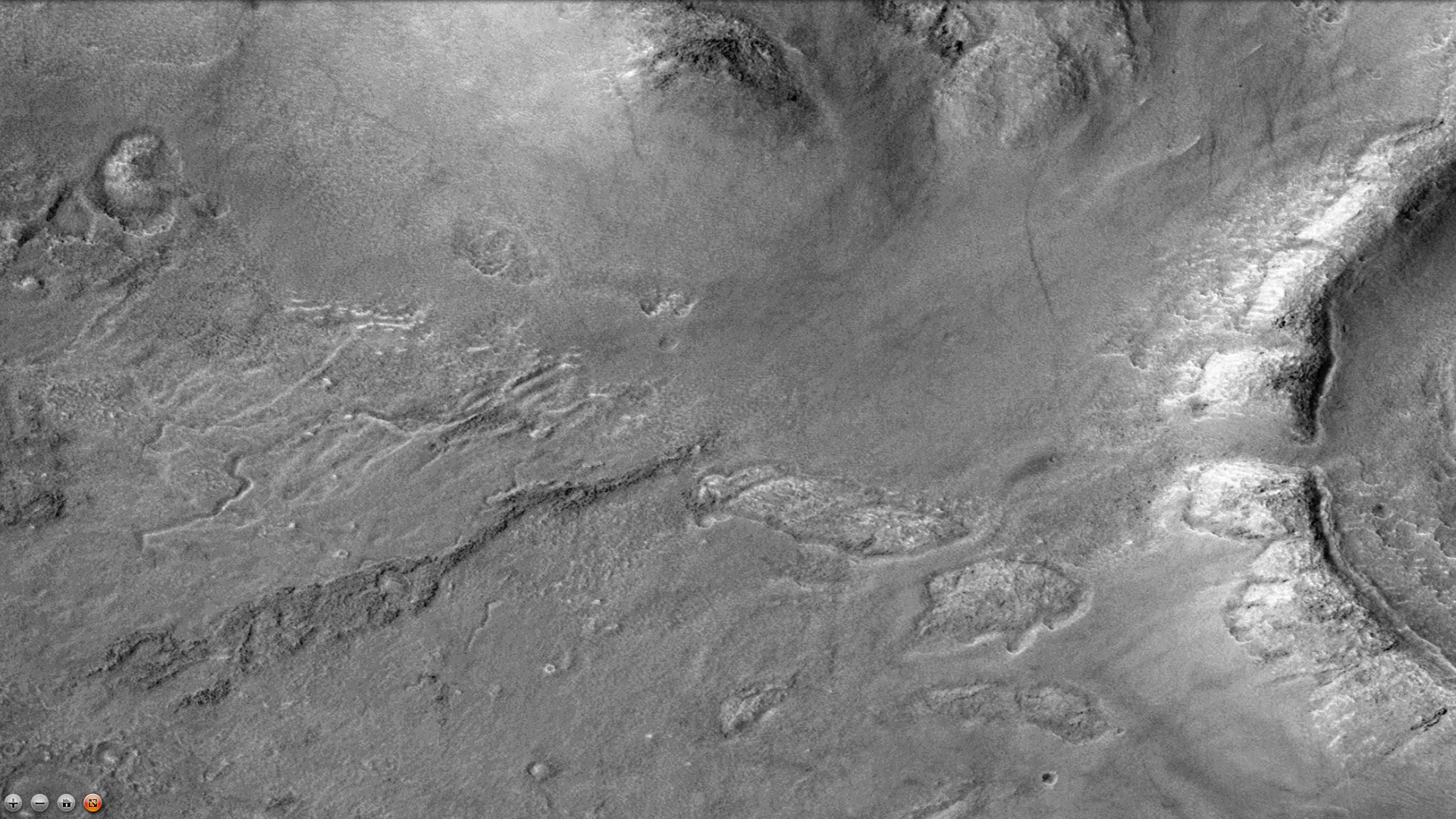
Pequeños canales en Nansen (detalle de la imagen principal)

Nansen es un cráter de impacto del planeta Marte situado al noroeste del cráter Clark, al noreste de Millman y al sudeste de Eudoxus, a 50.3° sur y 140.6º oeste. El impacto causó un boquete de 81.0 kilómetros de diámetro. El nombre fue aprobado en 1967 por la Unión Astronómica Internacional, en honor al explorador precursor de la primera expedición polar noruega Fridtjof Nansen (1861 - 1930), además de tener también el cráter Nansen en la Luna.
| [[File:Wikinanseneast.jpg\|1200px\|alt={{{Alt\|{{{descripción}}}]]                                                                                         |
| Cráter Nansen, fotografía de la cámara CTX a bordo del Mars Reconnaissance Orbiter. Lado este del cráter (El norte, hacia la izquierda de la fotografía).  |
| [[File:Wikinansenwest.jpg\|1200px\|alt={{{Alt\|{{{descripción}}}]]                                                                                         |
| Cráter Nansen, fotografía de la cámara CTX a bordo del Mars Reconnaissance Orbiter. Lado oeste del cráter (El norte, hacia la izquierda de la fotografía). |